# Miguel Machinandiarena
Miguel Machinandiarena né le 7 octobre 1899 à Aoiz en Navarre (Espagne), mort le 5 juin 1975 à Buenos Aires (Argentine), est un homme d'affaires, financier et producteur espagnol qui fera une longue carrière cinématographique en Argentine.
Emigré en Argentine en 1915, Miguel Machinandiarena s'investit dans le cinéma, et devient un pionnier et connaitra un grand succès dans les années 1940 et 1950.

## Biographie
Homme d'affaires, Miguel Machinandiarena occupe les postes d'inspecteur général et de directeur à la Banco Avellanedade Buenos Aires. Il s'installe aux États-Unis et découvre et s'intéresse avec beaucoup d'intérêts au monde du cinéma.
En 1937, il fonde et construit la société cinématographique Estudios San Miguel, avec ses installations dans la ville de Bella Vista. Il collabore avec ses frères Narciso Machinandiarena (décédé en 1979) et Silvestre Machinandiarena (1887-1943).
Miguel Machinandiarena produit deux films avec le label Falma Film33. Un intitulé Tararira (la bohemia de hoy), réalisé par Benjamín Fondane et l'autre avec la chanteuse lyrique Amanda Cetera, qui ne seront jamais projetés en salle, apparemment insatisfait du résultat obtenu.
En 1939, il engage Augusto Álvarez, célèbre homme d'affaires du cinéma, exploitant, distributeur et journaliste, propriétaire du journal spécialisé en cinéma, pour l'engager comme directeur général de Distribuidora Panamericana SRL. La dynamique d'Álvarez, permet l'ouverture de bureaux, de succursales et une représentation du cinéma latin, aux États-Unis et en Espagne. En 1944, Miguel Machinandarena prépare un film, La cabalgata del circo, qui met en vedette Hugo del Carril et Libertad Lamarque, qui connu un franc succès argentin au box-office mondial. 

## Filmographie
- 1936: Tararira (la bohemia de hoy).
- 1940: Petróleo.
- 1942: Melodías de América .
- 1942: En el viejo Buenos Aires.
- 1942: El viejo Hucha.
- 1942: La guerra gaucha.
- 1943: Tres hombres del río.
- 1943: Cuando florezca el naranjo.
- 1943: Juvenilia.
- 1943: Casa de muñecas.
- 1943: Eclipse de sol.
- 1943: Los hombres las prefieren viudas.
- 1944: El fin de la noche.
- 1944: Cuando la primavera se equivoca.
- 1944: Su mejor alumno.
- 1945: La cabalgata del circo
- 1945: La dama duende.
- 1946: La pródiga.
- 1946: Camino del infierno .
- 1946: Las tres ratas.
- 1946: Milagro de amor.
- 1946: La maja de los cantares.
- 1946: Pampa bárbara.
- 1947: Romance musical
- 1947: La cumparsita.
- 1947: La senda oscura.
- 1947: Vacaciones.
- 1947: Madame Bovary.
- 1948: Don Bildigerno en Pago Milagro.
- 1948: La serpiente de cascabel.
- 1948: Pobre, mi madre querida.
- 1948: Pelota de trapo.
- 1949: El extraño caso de la mujer asesinada.
- 1949: Historia del 900.
- 1950: La barra de la esquina.
- 1950: El último payador
- 1951: Los isleros.
- 1951: Los árboles mueren de pie.
- 1951: Buenos Aires, mi tierra querida.
- 1952: Si muero antes de despertar.
- 1952: No abras nunca esa puerta.